# 布達博夫奇基夫西卡
51°8′14″N 29°36′17″E / 51.13722°N 29.60472°E
布達-沃夫奇基夫斯卡（烏克蘭語：Буда Вовчківська）是位於烏克蘭北部的村莊，由基辅州维什霍罗德区的克拉斯亞蒂奇市鎮負責管轄。該村始建於1861年，面積4平方公里，海拔高度137米，2001年人口36，人口密度每平方公里9人。